# Reuth (Ködnitz)
Reuth ([ʁɔɪ̯t] ⓘ, oberfränkisch: Di Raid-Hersch) ist ein Gemeindeteil der Gemeinde Ködnitz im Landkreis Kulmbach (Oberfranken, Bayern). Reuth liegt in der Gemarkung Ködnitz.

## Geographie
Die Einöde liegt an der Weinleite rechts des Weißen Mains. Die Weinleite ist als Naturschutzgebiet ausgezeichnet. Eine Gemeindeverbindungsstraße führt nach Reutlashof (0,5 km nordöstlich) bzw. nach Ködnitz zur Staatsstraße 2182 (0,7 km westlich).

## Geschichte
Der Ort wurde 1840 von Johann Thomas Hirsch auf dem Gemeindegebiet von Ködnitz errichtet. Daher rührt die umgangssprachliche Bezeichnung.

### Einwohnerentwicklung
| Jahr      | 001861 | 001871 | 001885 | 001900 | 001925 | 001950 | 001961 | 001970 | 001987 |
| Einwohner | 8      | 8      | 9      | 8      | 6      | 4      | 5      | 6      | 6      |
| Häuser    |        |        | 1      | 1      | 1      | 1      | 1      |        | 1      |
| Quelle    | [ 10 ] | [ 11 ] | [ 12 ] | [ 13 ] | [ 14 ] | [ 15 ] | [ 16 ] | [ 17 ] | [ 1 ]  |

## Religion
Reuth ist evangelisch-lutherisch geprägt und nach St. Johannes (Trebgast) gepfarrt.